# 我が名は狼
『我が名は狼』（わがなはうるふ）は、たがみよしひさによる日本の漫画。

## 概要
架空の避暑地・野枝（のずえ）高原にあるペンションの居候である主人公と女性宿泊客との（主に性的）関係を描いた作品。初期の『週刊少年チャンピオン増刊 ヤングチャンピオン』（秋田書店；後に休刊）連載中は全て一話完結であったが、『プレイコミック』（同社刊）連載となってからは複数話完結や、ミステリー的な話も増えていった。
各エピソードごとにサブタイトルが付けられ、「〇〇〇の（女性名）」の形式となっている。並行して書かれた『軽井沢シンドローム』と同様、シリアスな場面とくだけた場面を織り交ぜる手法をとり、登場人物もコミカルな三頭身とリアルな八頭身が、コマ単位で切り替わるように同居している。また、ルビの使い方も特徴的である。

## あらすじ
各地を放浪する男・犬神内記が、父親の親友である高梨宗国が経営する「ペンションたかなし」に居候として転がり込む。
内記はペンションに宿泊する女性客を次々に抱いていく女たらしだが、宗国の三女・聖は本気で内記に惚れてしまう。内記はそのことを認識しつつも、男女関係の意識の究極が結婚に尽きる時代である限り、最後まで責任はとれないとして、聖を抱くことも、聖に遠慮して女を抱かないこともしないまま日々を過ごしていた。
しかし、やがて内記はお互いにまずいと思いながらも聖の姉である誠とも関係を持つようになり、聖と所帯を持つでもなく「たかなし」に居座り続けることは難しいことを指摘される。
さらに、聖の存在がかつて亡くした女のことを乗り越えさせてくれるかもしれない、という趣旨のことを言われた内記は何事かに思いを馳せる素振りを見せ、持っていたバイクを売り、「たかなし」の金庫を漁って金を集めだした。その様子を目撃した「たかなし」の面々は内記が黙って出ていこうとしているのだと考え、そのことを聖に伝え後を追わせる。
しかし内記が集めた金は新しいバイクのための頭金で、ローンも宗国に押し付けるつもりであった。「真剣に家を出ることを考え、そのために大きなバイクが必要だと思った」と言い訳がましく述べる内記はローン返済のため、今日も元気に「たかなし」で働くのであった。

## 登場人物
犬神 内記（いぬがみ ないき）
主人公。21歳。周りからは「うるふ」と呼ばれ、宗国以外に本名で呼ばれることはあまりない。高校を一年で中退してふらっと家を出たきり、日本各地を巡る放浪者だったが、縁あって「ペンションたかなし」の居候となる。とてつもない女好きで、女性の一人客と次々と肉体関係を持つ。飄々とした性格で、腰まで届く束ねたロングヘアーと前衛的なファッションがトレードマーク。自称ヒンズー教徒で、神社などを訪れても参拝することはない。「今はもういないヤツ」が好きなのだそうで、神話や古生物にも詳しい。
バイクは初登場時はスズキGNであったが、盗まれて解体されたため、その後はヤマハRZ350と、ある賭けで巻上げたヤマハDT50。
愛車は三菱ジープJ58であったがある女性客に大破させられてしまった。
高梨 誠（たかなし まこと）
高梨家の長女。ペンションではメード係。出戻りで、一人息子がいる。連載中盤で内記と関係を持ってしまう。
高梨 静（たかなし しずか）
高梨家の次女。ペンションではフロント係。ロングヘアーがトレードマーク。コックの幸男と婚約中。連載中盤で無事幸男と結婚し、小林姓となる。姉妹の中では大人しい印象だが、幸男によると「空手二段」の腕前。
高梨 聖（たかなし ひじり）
高梨家の三女。20歳。ペンションではメード係。ショートヘアーにバンダナがトレードマーク。行動はホンダ・スカッシュでとることが多い。
ずっと内記を慕っている。内記のほうもその気持ちには気づいているが、最終的な結婚には応えられないことから、手を出さずにいる。
高梨 宗国（たかなし そうこく）
「ペンションたかなし」のオーナーだが娘達からは「ゴロゴロしているだけ」扱い。内記の父の親友で内記の名付親。昔内記の父親と、内記の母親を取り合ったことがある。
あごひげにオーバーオールがトレードマーク。
高梨 主税（たかなし ちから）
誠の長男。前半は喋れなかったが、後半は吹き出し付きで喋るようになった。なぜか内記に懐いている。
小林 幸男（こばやし ゆきお）
ペンションのコックで静の婚約者。肩までの黒髪に眼鏡がトレードマーク。無害そうな見た目だが相応に助平で、時折覗きをしたりしており、内記とは一緒に裏ビデオを見る仲。
食材の仕入れなどの行動はトヨタ・クイックデリバリーでとることが多い。連載中盤で無事静と結婚した。
犬神 源信（いぬがみ げんしん）、犬神 冴子（いぬがみ さえこ）
内記の両親。長く子供ができず水無美を施設から引き取った後に内記を授かる。
家を出たきりの内記の面倒を宗国に頼んだ。
犬神 水無美（いぬがみ みなみ）
内記の義姉。内記が家を出た次の年に車にはねられて死去。その存在が内記の家出に関係あるのかは明らかになっていないが、作中の登場人物からは肉体関係があったのではないかと推測されている。髪の毛はセピア色。
堀内 美代子（ほりうち みよこ）
ペンションの宿泊客。水無美に瓜二つだが髪の毛が赤色。内記に惚れて近所の喫茶店「パレオパラドキシア」に住込みで働くようになる。
後にヤマハDT50に乗っていた青年と結ばれ、北海道へ引っ越す。
橘 春光（たちばな しゅんこう）
誠の元夫で画家。画家といっても「自称」状態で、結婚していた当時は借金で首が回らない状態だった。だが、離婚後に新たに描き始めた作品が当たり、名実ともに「一流」に届く画家となった。

## 備考
同作者の軽井沢シンドロームやNERVOUS BREAKDOWNにおいても、野枝高原や「たかなし」が舞台となる回があり、内記たち「たかなし」の面々も登場する。
全3巻のコミックスには実兄・小山田いくとの合作、『道はコンチェルト』併録。全2巻のスペシャル版（大判）や文庫版には収録されていない。

## 書誌情報
秋田書店プレイコミックスシリーズ、全3巻
- 第1巻（昭和58年8月10日初版発行）ISBN 4-253-06823-5
- 第2巻（昭和59年12月1日初版発行）ISBN 4-253-06828-6
- 第3巻（昭和60年5月5日初版発行）ISBN 4-253-06829-4

秋田書店プレイコミックスシリーズスペシャル、全2巻
- 上巻 ISBN 978-4-253-02617-8
- 下巻 ISBN 978-4-253-02618-5

秋田書店秋田文庫、全2巻
- 第1巻 （平成9年12月10日初版発行） ISBN 4-253-17374-8
- 第2巻 （平成10年2月10日初版発行） ISBN 4-253-17375-6

ムック　たがみよしひさイラストポエム集　我が名は狼…『我が名は狼』関連のイラストのほか、短編『YUMiKO』収録。